# NGC 2846
NGC 2846 is een dubbelster in het sterrenbeeld Waterslang. Het hemelobject werd op 4 april 1874 ontdekt door de Ierse astronoom Lawrence Parsons.